# Hank Aaron
Henry Louis Aaron (Mobile,  5 de febrero de 1934-Atlanta, 22 de enero de 2021), más conocido como Hank Aaron, fue un jugador profesional de béisbol estadounidense que jugaba como jardinero derecho.
Apodado Hammer, Hank Aaron está considerado como uno de los mejores beisbolistas de todos los tiempos. En el momento de su retirada era el jugador con más home runs (755) de las Grandes Ligas de Béisbol, rompiendo el récord de 714 establecido por Babe Ruth. Es el líder histórico de la MLB en carreras impulsadas (2.297), hits de extra base (1.477), bases totales (6,856), temporadas consecutivas con 150 o más hits (17) y temporadas consecutivas con 20 o más home runs (20).
A lo largo de su carrera ganó una Serie Mundial con los Milwaukee Braves en 1957 y el premio al MVP de la Liga Nacional ese mismo año. También ganó tres Guantes de Oro y participó en 25 juegos de estrellas debido a que hubo 2 juegos de Estrellas desde 1959 hasta 1962. En 1982 fue introducido en el Salón de la Fama del Béisbol.

## Comienzos en el béisbol y las Ligas Negras
Aaron nació en Mobile, Alabama. Ahí asistió a la Preparatoria Central (Central High School) en su primer y segundo año. Con el equipo de su escuela jugaba de jardinero y tercera base, ayudando a que el equipo llegara al campeonato en los dos años que asistió a esa escuela.
Su siguiente año de preparatoria lo pasó en una escuela privada. Aaron destacó tanto en béisbol que tuvo la oportunidad de jugar como campocorto y tercera base para un equipo semiprofesional, los Atléticos de Pritchett. Después conoció al scout Ed Scott y firmó un contrato de 3 dólares por partido con los Osos Negros de Mobile. Su madre no le permitía viajar, así que solo jugaba en los partidos locales o en los que fueran en ciudades muy cercanas.
Para 1951 ya había demostrado ser un jugador talentoso. Otro agente, Bunny Downs, ayudó al equipo de los Payasos de Indianápolis, de las Ligas Negras, a firmar un contrato con Hank Aaron ese mismo año. En 1952 ayudó al equipo a ganar la Serie Mundial de las Ligas Negras. Después se presentó con los Brooklyn Dodgers, pero no logró entrar al equipo.

## Carrera en las Ligas Menores
El 14 de junio de 1952, los Boston Braves adquirieron el contrato de Hank Aaron por 10 mil dólares. Los Bravos lo colocaron en el equipo de la Liga del Norte, los Eau Claire Bears. Ese año recibió el premio al Novato del Año. También recibió un aumento de salario a 350 dólares mensuales.
En 1953 fue transferido a los Jacksonville Tars. Fue líder en carreras, hits, dobles, carreras impulsadas y promedio de bateo. Recibió el premio MVP de la liga.
La última parada para Hank Aaron antes de ir a las Grandes Ligas fue la liga invernal en Puerto Rico. El 13 de marzo de 1954, el jardinero izquierdo de los Bravos, Bobby Thomson, se rompió el tobillo al barrerse en segunda base durante un partido del entrenamiento de primavera. Al día siguiente, jugó su primer partido en el entrenamiento de primavera con los Milwaukee Braves.

## Carrera en las Grandes Ligas

### Primeros años

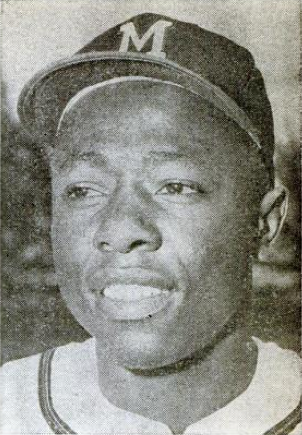
Hank Aaron en 1960

El 13 de abril de 1954 jugó su primer partido en las Grandes Ligas, terminando el día sin hits en 5 turnos al bate. El 15 de abril consiguió su primer hit, un sencillo contra el lanzador Vic Raschi. Ocho días después consiguió su primer cuadrangular contra el mismo lanzador. Jugó otros 122 partidos, con un promedio de bateo de 0,282 y 13 cuadrangulares, antes de romperse el tobillo el 5 de septiembre.
En la temporada siguiente, Aaron jugó el primero de 24 juegos de estrellas en los que participaría. Terminó la temporada con un promedio de bateo de 0,314, 27 cuadrangulares y 106 carreras impulsadas. En 1956 ganó su primer título de bateo con 0,328. También fue nombrado jugador del año por la revista The Sporting News.
En 1957 ganó su único premio MVP. Tuvo un promedio de 0,322 y fue líder de la Liga Nacional en cuadrangulares y carreras impulsadas. El 23 de septiembre de ese año conectó un cuadrangular de 2 carreras en la undécima entrada de un partido contra los Cardenales. Con esa victoria, los Bravos lograron su primer campeonato de liga en Milwaukee. También ganaron la Serie Mundial contra los New York Yankees, en la que Aaron bateó 0,393 con tres cuadrangulares y siete carreras impulsadas.

### El auge de su carrera
En 1958 tuvo un promedio de bateo de 0,326, con 30 cuadrangulares y 95 carreras impulsadas. Llevó a los Bravos a otra serie mundial, aunque esta vez perdieron en 7 partidos contra los Yankees. En este año terminó en tercer lugar en la votación del MVP, pero ganó su primer Guante de Oro.
Durante los siguientes años tuvo muchas de sus mejores temporadas. El 21 de junio de 1959 conectó tres cuadrangulares, todos de dos carreras, contra los San Francisco Giants en Seals Stadium. El 8 de junio de 1961, Hank Aaron, Eddie Mathews, Joe Adcock y Frank Thomas se convirtieron en los primeros cuatro jugadores que conectaron cuadrangulares consecutivos en un partido.
En 1963 estuvo cerca de ganar la triple corona de bateo. Fue líder de la liga con 40 cuadrangulares y 130 carreras impulsadas, y terminó la temporada en segundo lugar de promedio de bateo. También fue el tercer jugador en robar 30 bases y batear 30 cuadrangulares. A pesar de que tuvo una gran temporada, de nuevo fue tercer lugar en la votación para el MVP.
Al terminar la temporada de 1965, los Bravos se mudaron a Atlanta. Durante sus días en Atlanta, Aaron alcanzó varias marcas históricas. Fue el octavo jugador en llegar a 500 cuadrangulares y también fue el tercero más joven en alcanzar esa marca (solo había sido superado por Jimmie Fox y Willie Mays en esos tiempos; en la actualidad, el jugador más joven es Alex Rodríguez, Jimmie Foxx en segundo, Willie Mays en tercero, Sammy Sosa en cuarto y Hank Aaron está en el quinto puesto).

### La búsqueda del récord
El 30 de julio de 1969, Aaron pegó su cuadrangular número 537, pasando a Mickey Mantle y colocándose en el tercer lugar de todos los tiempos, detrás de Willie Mays y Babe Ruth. Al finalizar la temporada, una vez más, fue tercer lugar para el MVP.
Al año siguiente, alcanzó dos marcas importantes en su carrera. El 17 de mayo de 1970, consiguió su hit número 3000. Esto lo logró en un partido contra los Cincinnati Reds, el mismo equipo contra el que jugó su primer partido. Ese hit también lo convirtió en el único jugador con 3000 hits y 500 cuadrangulares. En el mismo año, rompió el récord de más temporadas con 30 o más cuadrangulares en la Liga Nacional, al ser esa su decimosegunda temporada con más de 30 cuadrangulares.
El 27 de abril de 1971, Aaron pegó su cuadrangular número 600. El 31 de julio, pegó su primer cuadrangular en un juego de estrellas. Pegó su cuadrangular número 40 de la temporada el 10 de agosto contra los San Francisco Giants, estableciendo el récord de la Liga Nacional de más temporadas con 40 o más cuadrangulares (7). Terminó la temporada con 47 cuadrangulares y fue tercer lugar para el MVP de nuevo.
Durante la temporada de 1972, que fue acortada por una huelga, Aaron empató y superó a Willie Mays con su cuadrangular 661. También alcanzó las 2000 carreras impulsadas y pegó un cuadrangular en el primer juego de estrellas en Atlanta. Antes de finalizar la temporada, rompió el récord de Stan Musial de bases totales (6.134).

### El récord

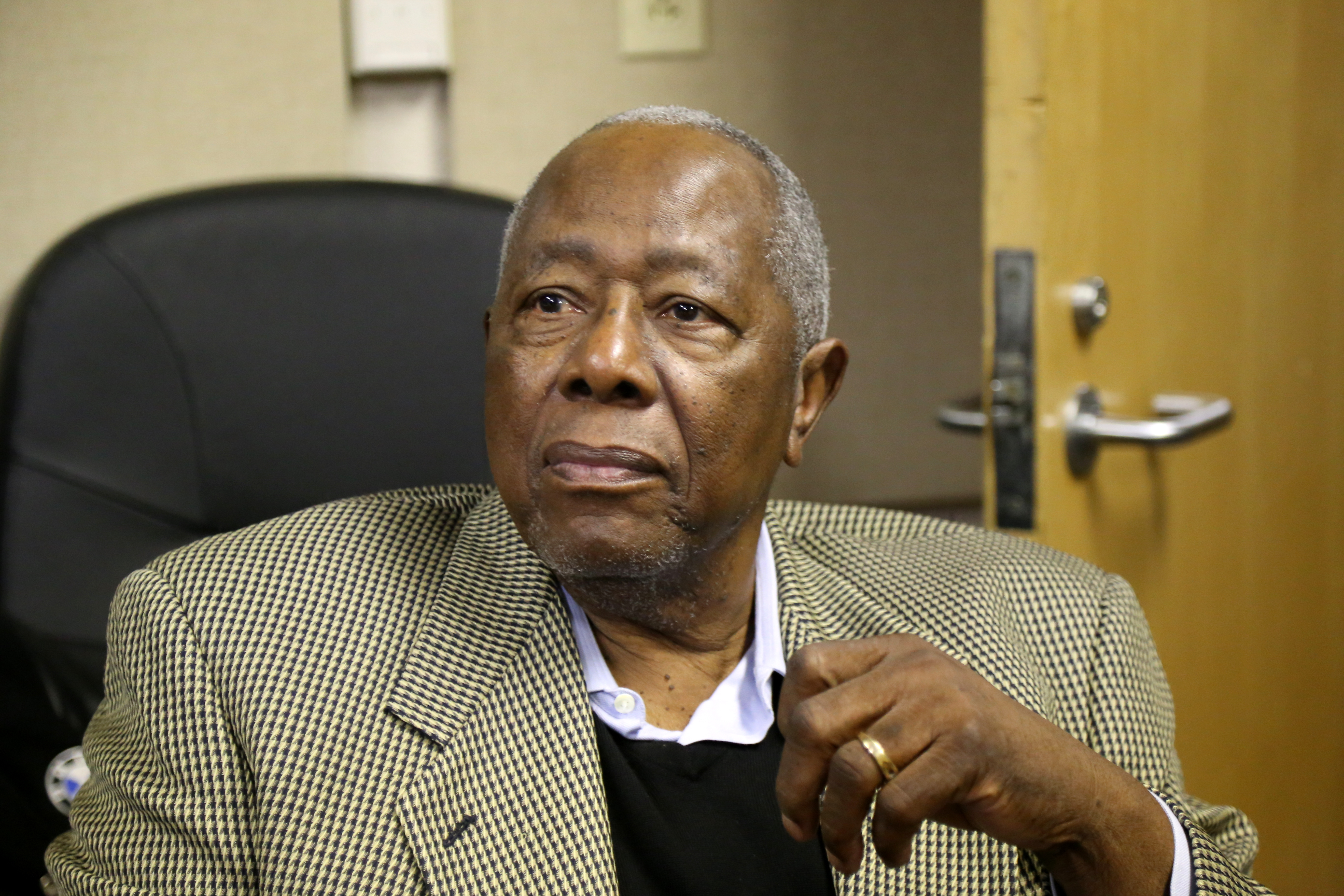
Hank Aaron (26 de octubre de 2016).

La persecución por el récord de Babe Ruth comenzó en el verano de 1973. A sus 39 años, Aaron terminó la temporada con 40 cuadrangulares en 392 turnos al bat. Esto lo dejaba con 713 cuadrangulares en su carrera. Durante el invierno, fue amenazado de muerte y recibió una gran cantidad de correo racista proveniente de personas que no querían ver a un hombre negro rompiendo el récord de Babe Ruth.
Lewis Grizzard, el editor de deportes del Atlanta Journal, estaba tan preocupado que mandó a escribir un obituario para Aaron, solo por si acaso. Aun así, recibió un inmenso apoyo del público contra los prejuicios. Claire Hodgson, la viuda de Babe Ruth, incluso reprochó a los racistas y declaró que su marido hubiera apoyado el intento de Aaron de romper el récord.
Aaron pegó su cuadrangular número 713 el 29 de septiembre de 1973. Con un día faltante para completar la temporada, mucha gente esperaba que empatara el récord. Una audiencia de 40.517 personas asistió al partido de Atlanta contra los Houston Astros, manejados por Leo Durocher (quien alguna vez fue compañero de cuarto de Babe Ruth), para ver que Aaron no logró empatar el récord en 1973. Después del partido, declaró que su único temor era no vivir suficiente como para ver la temporada de 1974. Un año antes, el 30 de septiembre de 1972, Roberto Clemente jugó su último partido, ya que murió unos meses después.
Al comenzar la temporada de 1974, hubo una pequeña controversia sobre la búsqueda del récord. Los Bravos comenzaron la temporada fuera de casa, con una serie de tres juegos en Cincinnati. La directiva de los Bravos quería que Aaron rompiera el récord en la ciudad de Atlanta. Por esta razón, habían decidido que no jugaría en los primeros tres partidos de la temporada. El comisionado Bowie Kuhn ordenó que Aaron debía jugar en dos de los tres partidos. En su primer turno al bat contra el lanzador de los Rojos, Jack Billingham, Aaron empató a Babe Ruth, pero no logró conectar otro cuadrangular en la serie.
53.775 personas se presentaron el 8 de abril de 1974. Fue un récord de asistencia para los Bravos. Aaron conectó el cuadrangular número 715 de su carrera en la cuarta entrada, contra el lanzador de los Dodgers Al Downing. La pelota cayó en el bullpen de los Bravos, donde el lanzador relevista Tom House la atrapó. Mientras se disparaban cañones para celebrar, dos estudiantes universitarios corrieron las bases a un lado de Aaron. La madre de Aaron corrió en el campo también. Unos meses más tarde, pegó su último cuadrangular como jugador de los Bravos, su cuadrangular número 733 el 2 de octubre de 1974.
Treinta días después, Aaron fue cambiado a los Milwaukee Brewers por Roger Alexander y Dave May. Debido a que los Cerveceros eran un equipo de la Liga Americana, Aaron podía extender su carrera aprovechando la regla del bateador designado. El 1 de mayo de 1975, Aaron rompió el récord de carreras impulsadas. El 20 de julio de 1976 pegó el último cuadrangular de su carrera, el número 755, contra el lanzador de los California Angels Dick Brago, en el Milwaukee County Stadium.

## Estadísticas de su carrera
| J    | TB    | C    | H    | 2B  | 3B | HR  | CI   | BR  | AR | BB   | K    | AVG  | OBP  | SLG  | BT   | TS | HBP |
| 3298 | 12364 | 2174 | 3771 | 624 | 98 | 755 | 2297 | 240 | 73 | 1402 | 1383 | .305 | .374 | .555 | 6856 | 21 | 32  |

## Carrera después del retiro

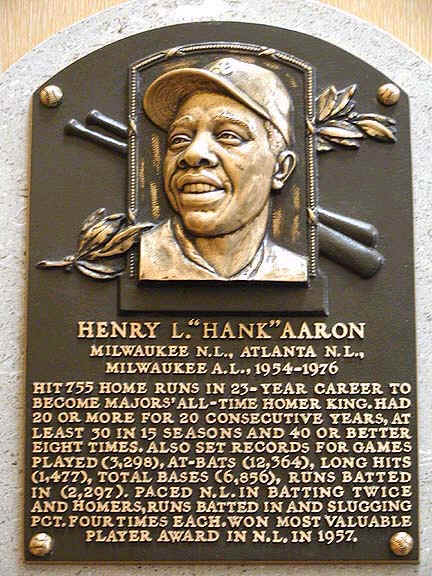
Hank Aaron entró en el Salón de la Fama en 1982.

El 1 de agosto de 1982 Hank Aaron fue incluido en el Salón de la Fama del Béisbol, recibiendo el 97,8 % de los votos. En ese tiempo, solo Ty Cobb tuvo un porcentaje de votos mayor que el de Aaron (98,2 %). Aaron fue después nombrado el presidente de desarrollo de jugadores de Atlanta.
Desde diciembre de 1989 fue vicepresidente y asistente del presidente de los Braves.
El 5 de febrero de 1999, en su cumpleaños número 65, las Grandes Ligas de Béisbol anunciaron un nuevo premio, el Premio Hank Aaron. Fue el primer premio en ser presentado en más de treinta años y también es el primero en ser nombrado por un jugador que sigue vivo. Más tarde ese año, Aaron fue el quinto jugador en la lista de los 100 mejores jugadores del béisbol de la revista The Sporting News y fue seleccionado para el Equipo del Siglo de las Grandes Ligas de Béisbol. En 2002, recibió la Medalla Presidencial de la Libertad, el mayor honor civil de su nación.
Su autobiografía “I Had a Hammer” (Yo tenía un martillo) fue publicada en 1990. El título del libro hace referencia a su apodo, “el martillo”.
Existen estatuas de Hank Aaron fuera del Turner Field en Atlanta y Miller Park en Milwaukee. Los Braves lo han honrado con la dirección del Turner Field, la cual es Hank Aaron Drive SE #755. Tanto los Braves como los Brewers han retirado su número, el 44. Es el último jugador de las Ligas Negras que ha jugado en las Grandes Ligas.
En la temporada 2021 de los Bravos, el número “44” estuvo durante toda la temporada y permaneció en el jardín central durante la Serie Mundial que los Bravos jugaron en ese año.
| Predecesor: Richie Ashburn   | Campeón de bateo de la Liga Nacional 1956                                        | Sucesor: Stan Musial      |
| Predecesor: Duke Snider      | Campeón de Cuadrangulares de la Liga Nacional 1957                               | Sucesor: Ernie Banks      |
| Predecesor: Don Newcombe     | MVP de la Liga Nacional 1957                                                     | Sucesor: Ernie Banks      |
| Predecesor: Willie Mays      | Jugador del Mes de las Grandes Ligas de Béisbol Mayo de 1959 (con Harvey Haddix) | Sucesor: Roy Face         |
| Predecesor: Richie Ashburn   | Campeón de bateo de la Liga Nacional 1959                                        | Sucesor: Dick Groat       |
| Predecesor: Willie Mays      | Campeón de Cuadrangulares de la Liga Nacional 1963 (empatado con Willie McCovey) | Sucesor: Willie Mays      |
| Predecesor: Willie Mays      | Campeón de Cuadrangulares de la Liga Nacional 1966-1967                          | Sucesor: Willie McCovey   |
| Predecesor: Roberto Clemente | Jugador del Mes de las Grandes Ligas de Béisbol Junio de 1967                    | Sucesor: Jim Ray Hart     |
| Predecesor: Pete Rose        | Premio Lou Gehrig 1970                                                           | Sucesor: Harmon Killebrew |